# Domestique hypnotiseur

Domestique hypnotiseur est un court métrage muet français réalisé par Lucien Nonguet, sorti en 1907.

## Synopsis
La vie est douce et calme pour les domestiques de ce maître sans problème. Seulement une jeune maîtresse vient rompre cette douceur. Baptiste lit des livres sur l'hypnose et ensorcelle son maître qui fait maintenant les tâches du domestique. Le mariage approche, mais voila que la fiancée, à son tour, se met à se comporter étrangement, au point de ruiner le mariage.

## Fiche technique
Source IMDb
- Titre : Domestique hypnotiseur
- Réalisation : Lucien Nonguet
- Société de production : Pathé Frères
- Pays d'origine :  France
- Langue : film muet avec les intertitres en français
- Genre : comédie
- Format : muet - noir et blanc - 1,33:1 - 35 mm - procédé cinématographique : sphérique
- Métrage : 145 mètres
- Dates de sortie :
  - États-Unis : 17 août 1907
  - France : 6 septembre 1907

## Distribution
Source IMDb
- Max Linder
- Lucy Blémont
- Jacques Vandenne
- Meg Villars